# Ronnie Blake
Ronnie Blake (Fullerton, California, 23 de mayo de 1972) es un trompetista de Los Ángeles. Ha grabado y actuado junto a numerosos artistas como Elton John, Aaliyah, Ben Harper, Dr. Dre y Ziggy Marley. Blake también tocó con Green Day en su gira American Idiot World Tour en los años 2005 y 2006, interpretando canciones como "King For A Day", "Extraordinary Girl" y "Knowledge" de Operation Ivy, y aparece en el DVD en vivo "Bullet in a Bible". También contribuyó en su lanzamiento de 2016, "Revolution Radio". Además, participó en algunos videos de Idiot Club.  
Blake estudió en Cal State Northridge, donde ganó la competencia de Improvisación de Jazz del Gremio Internacional de Trompetas en 1992, en Róterdam. También recibió la beca local Dolo Coker Jazz y fue reconocido como destacado trompetista en el Festival de Jazz de la Costa del Pacífico. Posteriormente, continuó sus estudios en el Instituto de las Artes de California, donde obtuvo su maestría en música gracias a una beca completa.
Actualmente, Blake dirige HiSpeedHorns, un sitio web que permite a los artistas obtener arreglos de bocina a través de sesiones remotas de Internet. El sitio web fue destacado en Mix Magazine.

Asimismo, Ronnie Blake es miembro de la banda de Poncho Sánchez y recientemente ha lanzado su álbum debut de jazz latino en solitario, titulado "Assimilation".
- Datos: Q2419627